# Al-Bagdadi
Abu Mansur ibn Tahir al-Bagdadi, arabski matematik, * 980, Bagdad, Irak, † 1037. 
Al-Bagdadi je proučeval neke vrste prijateljska števila. Dve takšni števili sta po njem uravnovešeni, če sta vsoti njunih deliteljev križno enaki številom. Pred njim sta prijateljska števila proučevala Pitagora in Tabit ibn Kora, za njim pa Pierre de Fermat, René Descartes in Leonhard Euler. 
Aritmetične algoritme so tedaj Arabci razvili v dve smeri, z razširitvijo korenov enačb, ki so jo poznali že Indijci in Grki za kvadratne in kubične korene na korene višjih redov in z razširitvijo indijskega decimalnega sistema celih števil, ki je vseboval desetiške ulomke. Te ulomke najdemo kot preproste računske tehnike pri al-Uklidisiju in al-Bagdadiju. Al-Bagdadi je napisal razpravo al-Takmila fi'l-Hisab, ki vsebuje probleme iz teorije števil in komentarje na al Hvarizmijeva dela, ki so izgubljena. 